# Mr. Self Destruct
«Mr. Self Destruct» (в переводе с англ. — «Господин Самоуничтожение») — песня американской рок-группы Nine Inch Nails, открывающий трек их второго студийного альбома The Downward Spiral 1994 года. Написана и спродюсирована Трентом Резнором, сопродюсирована Марком «Фладом» Эллисом. «Mr. Self Destruct» — индастриал-метал-композиция, задающая собой агрессивные эстетику и тон, в целом свойственные всему альбому, равно как и лирический ореол героя сюжетного повествования.
Получив положительные отзывы от музыкальных критиков, песня дала название концертному туру NIN в поддержку альбома. «Mr. Self Destruct» неоднократно ремикшировалась; пять ремиксов на песню вошло в ремикс-альбом Further Down the Spiral, изданный в 1995 году; в 1996 году один из ремиксов песни был с разрешения Резнора использован режиссёром Дэвидом Финчером для рекламы Levi's.

## Написание и запись
Первые идеи для песни возникли после выступления группы на фестивале Lollapalooza в 1991 году. Продакшн начался после завершения мини-альбома Broken в 1992 году; тогда же Резнор написал небольшую поэму, переделанную позднее в прототип «Mr. Self Destruct» наряду с другими песнями. Марк «Флад» Эллис выступил сопродюсером песни (как и всего остального альбома).
В это же время Резнор рассматривал возможность подключения к работе в студии «Le Pig» гитариста Эдриана Белью. Как пояснял Резнор позднее в интервью журналу Guitar World за апрель 1994 года, Белью находился в Лос-Анджелесе, когда получил от Флада приглашение прийти в «Le Pig». В первый же свой визит в студию Белью записал гитарные партии для «Mr. Self Destruct», получив полную свободу импровизировать, взаимодействуя с мелодией, концентрируясь на ритме и используя «нойзовые» эффекты.
Сам Белью в интервью журналу Guitar Player за этот же месяц отмечает у Резнора «изумительную способность к управлению техническими наворотами, как старыми, так и новыми». Хотя Белью не был ранее знаком с творчеством Nine Inch Nails, он предположил, что это даже сыграло на пользу дела; с Резнором, как сказал Белью, «просто интересно работать». Впоследствии Белью присоединялся к Резнору для записи ещё трёх альбомов NIN: The Fragile (1999), Ghosts I-IV (2008) и Hesitation Marks (2013).

## Музыка и лирика
- Трент Резнор — вокал, электрогитара, бас, клавишные, программирование, сопродюсер;
- Эдриан Белью — электрогитара, звуковые текстуры[~ 2];
- Flood — сопродюсер;
- Алан Молдер — сведе́ние.

Песня (в версии с альбома The Downward Spiral) начинается семплом из фильма Джорджа Лукаса THX 1138 (конкретно — из сцены избиения человека тюремной охраной), через некоторое время срывающимся в агрессивный вокал Резнора на протяжении двух куплетов, который, в свою очередь, резко контрастирует со звучащим на его фоне «индустриальным грохотом» в сопровождении лупов со звуком вращающихся шестерней. Из общего крайне громкого звучания выделяется «спокойный» бридж, сопровождаемый партией бас-гитары. За бриджем следует ещё один куплет, играемый в том же тоне, что и два предыдущих, после чего песня завершается гитарно-шумовой импровизацией Белью, длящейся около 45 секунд и обрывающейся в момент перехода к песне «Piggy». Песня, как и «March of the Pigs», «A Warm Place» и «Reptile», играется в строе Drop D.
Текст песни представляет слушателю лирического героя альбома The Downward Spiral, которому свойственно общение с самим собой, отражённое в тексте («I am the voice inside your head»); он воплощает в себе порыв сексуального влечения, власть наркотиков и вместе с тем неизбежное чувство вины и страха. В некоторых моментах он предстаёт жестоким, порой социопатическим («I am the bullet in the gun»), но также он заявляет о себе как представляющим цели религии, и равно абсолютной, недостижимой цели людского желания.
Также в куплетах имеется элемент последовательного повторения; каждая строка в них оформлена в виде вызова-и-ответа: «I am the ... and I control you»; впоследствии эту же форму Резнор использует в песне «While I’m Still Here» с альбома Hesitation Marks. Припев поддерживает стиль повествования от первого лица, создавая агрессивный, глубоко интимный, почти исповедальный тон, который Резнор проносит через всю запись.

## Релиз и оценки критиков
Песня была упомянута в рецензии на The Downward Spiral обозревателя Джонатана Голда из журнала Rolling Stone, положительно оценившего инструментальную часть и степень воздействия на слушателей. Также песня кратко упоминается в рецензии на The Downward Spiral эмерита Med57 для портала Sputnikmusic; как считает Med57, Резнор через «взбешённую» по настроению «Mr. Self Destruct» обнажает слабую и саморазрушительную природу лирического героя. Пять альтернативных версий «Mr. Self Destruct» было включено в различные издания альбома ремиксов Further Down the Spiral: «The Art of Self Destruction, Part One» за авторством Резнора при участии Шона Бивана, Брайана Поллака и участников концертного состава NIN, три ремикса под общим названием «Self Destruction», спродюсированные Джимом Тёрлуэллом, и композиция «The Beauty of Being Numb», одной своей частью является ремиксом на «Mr. Self Destruct», а другой — самостоятельной композицией Aphex Twin.

## Использование в медиа
В 1996 году ремикс «The Art of Self Destruction, Part One» был использован с разрешения Резнора для рекламного ролика компании Levi's, поставленного режиссёром Дэвидом Финчером (к тому времени уже известным благодаря фильму «Семь»). Позднее Финчер выступил режиссёром видеоклипа на песню «Only»; впоследствии Резнор совместно с Аттикусом Россом сотрудничал с Финчером для написания музыки к его последующим фильмам («Социальная сеть» (2010), «Девушка с татуировкой дракона» (2011) и «Исчезнувшая» (2014)). В 2004 году песня использовалась в фильме «Гнев»; Резнор выступил в нём в качестве музыкального консультанта.